# Avenida de la Ilustración (métro de Madrid)
Avenida de la Ilustración est une station de la ligne 7 du métro de Madrid, en Espagne. Elle est établie sous la rue des Îles Cies, dans le quartier de Peñagrande, de l'arrondissement de Fuencarral-El Pardo.

## Situation sur le réseau
La station se situe entre Lacoma au nord et Peñagrande au sud.

## Histoire
La station est mise en service le 29 mars 1999, en même temps que le dernier tronçon de la ligne 7 entre Valdezarza et Pitis. La station doit son nom à l'avenue toute proche de la Ilustración (terme qui désigne le siècle des Lumières) qui constitue un tronçon de l'autoroute circulaire M-30 autour de la capitale.

## Services aux voyageurs

### Accès et accueil
La station possède un accès par un édicule abritant des escaliers, des escaliers mécaniques et un ascenseur.

### Intermodalité
La station est en correspondance avec les lignes de bus n°67 et 127 du réseau EMT.